# Ammotrechula wasbaueri
Espèce
Ammotrechula wasbaueri est une espèce de solifuges de la famille des Ammotrechidae.

## Distribution
Cette espèce est endémique de Californie aux États-Unis. Elle se rencontre dans les comtés de Riverside et de San Diego.

## Description
Les mâles mesurent de 8,0 à 11,0 mm.

## Étymologie
Cette espèce est nommée en l'honneur de Marius S. Wasbauer.

## Publication originale
- Muma, 1962 : The arachnid order Solpugida in the United States, Supplement 1. American Museum Novitates, no 2092, p. 1-44 (texte intégral).